# Sant Cristòfol de Vespella
Sant Cristòfol de Vespella és una església barroca de Gurb (Osona) inclosa a l'Inventari del Patrimoni Arquitectònic de Catalunya.

## Descripció
Edifici religiós. Església de nau única amb capelles laterals i sense absis. La façana és orientada a migdia, és de gran alçada i presenta un portal d'arc rebaixat de pedra amb un òcul al damunt i a la part superior hi ha un frontó amb un petit òcul.
A ponent de l'església hi ha el campanar adossat a la nau, el qual és de torre i cobert a quatre vessants amb un penell al damunt.
A la part dreta de la façana hi ha la rectoria adossada. L'interior és pintat.
La construcció és de pedra arrebossada i pintada, L'estat de conservació és força bo.

## Història
Aquesta església fou construïda al 1752 amb unes línies pròpies del barroc neoclàssic.
L'església de Sant Cristòfol venia a substituir-ne una altra situada en un serrat que es troba al davant de 'actual temple. Es traslladà de la muntanya al pla, de l'antiga no en queda més rastre que alguns carreus dels fonaments que es deixen entreveure al mig de l'herba.
La rectoria és convertida en casa de colònies.